# Exekutorský kandidát
Exekutorský kandidát je právník, bývalý exekutorský koncipient, který je stále zaměstnán u určitého soudního exekutora, ale který již vykonal exekutorskou zkoušku. Na základě jeho pověření je pak oprávněn provádět už veškerou činnost v rámci exekuce. Všichni exekutorští kandidáti jsou zapsáni v Seznamu exekutorských kandidátů, který vede exekutorská komora. 

## Kárná odpovědnost
Exekutorský kandidát je kárně odpovědný. Kárným proviněním může být:
- porušení právních nebo stavovských povinností exekutorského kandidáta
- narušení důstojnosti exekutorského povolání
- ohrožení důvěry v odborný výkon exekuční činnosti

Kárné řízení je vedeno před kárným senátem kárné komise exekutorské komory na základě kárné žaloby, kterou může podat ministr spravedlnosti, předseda revizní nebo kontrolní komise exekutorské komory, případně předseda toho krajského, okresního nebo exekučního soudu, v jehož obvodu působí soudní exekutor, u něhož je exekutorský kandidát zaměstnán, nebo který takového soudního exekutora pověřil prováděním exekuce. V případě uznání viny může být uloženo některé z těchto kárných opatření:
- písemné napomenutí
- veřejné napomenutí
- peněžitá pokuta
- odvolání ze zastupování